# (8441) Lapponica
(8441) Lapponica (4008 T-3) – planetoida z pasa głównego asteroid okrążająca Słońce w ciągu 3,24 lat w średniej odległości 2,19 au. Odkryta 16 października 1977 roku.